# Agnotecous obscurus
Agnotecous obscurus är en insektsart som först beskrevs av Lucien Chopard 1970.  Agnotecous obscurus ingår i släktet Agnotecous och familjen syrsor. Inga underarter finns listade i Catalogue of Life.